# Lakitelek

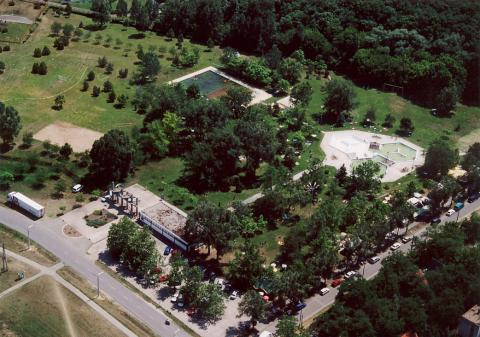
Luftaufnahme des Thermalbades Tősfürdő

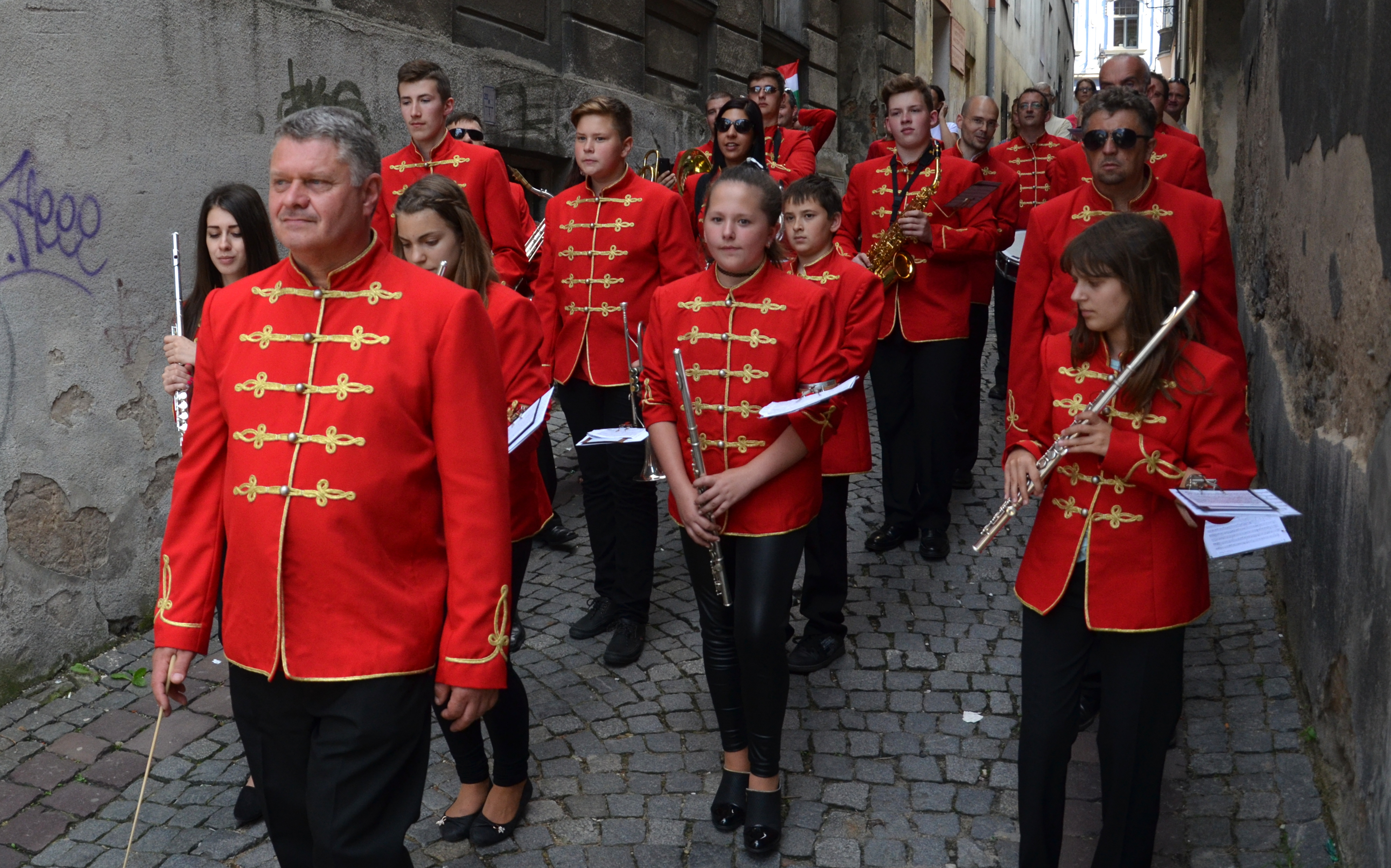
Das Feuerwehrorchester Lakitelek (2016)

Lakitelek ist eine ungarische Großgemeinde im Kreis Tiszakécske im Komitat Bács-Kiskun.

## Lage
Die Ortschaft liegt 120 km entfernt von Budapest und 27 km entfernt von Kecskemét. Der Fluss Theiß fließt bloß in 3 km Entfernung von Lakitelek.

## Geschichte
Lakitelek wurde 1949–50 mit der Vereinigung der kleinen Ortschaften um Kecskemét gegründet. Die teilnehmenden Gemeinden, bzw. Gebiete waren: Felsőalpár, Kisalpár, Oncsa-telep, Árpádszállás, Szikra und Kapásfalu.

### Altertum und Mittelalter
Wegen der günstigen geographischen Lage der Gemeinde waren die umliegenden Gebiete schon vor der Schriftlichkeit bewohnt. Die ältesten Fundstücke stammen von der Kupfersteinzeit um das 3. Jahrtausend v. Chr. Damals waren die Bewohner die Völker der sogenannten Bodrogkeresztúr-Kultur. Die altertümlichen Fundstücke kamen ans Tageslicht als das Bahnsystem im 19. Jahrhundert gebaut wurde. Unter denen sind Fundstücke von der Kupfersteinzeit, eisenzeitliche keltische Objekte, bzw. Objekte der späteren Bewohner der Gebiete, der Sarmaten, der germanischen Gepiden oder der Awaren, aber auch der sich niederlassenden Magyaren zu finden.
Das Gebiet wurde bereits von Anonymus erwähnt. Damals dienten die Gebiete als Versammlungsplatz der königlichen Heeren. Daher stammt der Name des nahe liegenden Gebiets, Árpádszállás („Szállás“ bedeutet auf Deutsch: Unterkunft).
Die Grundstücke des heutigen Dorfes wurden zuerst in den Urkunden von König Géza I. erwähnt. Die Gründungsurkunde der Abtei von Garamszentbenedek von 1075 erwähnt, dass die Gebiete des heutigen Dorfes die Tränke der königlichen Gestüte waren, bzw. dass viele Traubengarten in der Nähe blühten. In diesen Urkunden war auch der erste Bewohner namentlich erwähnt, der Truchsess Bocz, der sich um die Tränke der Gestüten, bzw. die Fischerseen der Abtei kümmerte. In dieser Zeit hatte das Gebiet den Namen Felsőalpár.
Der Name Lak wurde zuerst für das Gebiet 1488 neben den Namen von Alsóalpár, Szentkirály und Szentlőrinc erwähnt.
Eine Landeskarte vom 16. Jahrhundert erwähnt Felsőalpár als ein kirchliches Dorf. Die Ausgrabungen von Kálmán Szabó brachten die Reste eines Fischerdorfes ans Tageslicht, welches heute neben der Landstraße 44 zu finden ist.

### Unter der osmanischen Besatzung (16. Jahrhundert)
Von den Zeiten der türkischen Besatzung haben wir zahlreiche Urkunden, die Dokumente im Zusammenhang mit der Steuerzahlung sind. Nach den Berichten der Defter, der türkischen Steuersammler waren die Gebiete unter der Besatzung nicht völlig entvölkert. Diese Dokumente erwähnen 40 Familien, somit war die gesamte Bevölkerung um die 150–200 Einwohner. Die Zerstörung der um Kecskemét liegenden Dörfer erfolgte während des 15-jährigen Krieges zwischen dem Osmanenreich und dem Kaiser, Rudolf Habsburg.
Während dieser Zeit verwüsteten die türkisch-tatarischen Heeren mehrmals die Gebiete zwischen der Theiß und der Donau. Die Verwüstung war so groß, dass nur drei bewohnte Ortschaften übrigblieben, die waren: Kecskemét, Nagykőrös, und Cegléd. Die Bevölkerung, die den Krieg überlebte, fand in der Morastwelt der großen ungarischen Tiefebene Versteck.
Laut einer Vereinbarung zwischen die Stadtverwaltung von Kecskemét und die Osmanen, gelangen die Gebiete um das heutige Lakitelek in den Händen der Stadt.

### 18.–19. Jahrhundert
Im 18. Jahrhundert, nach dem Ende der Rákóczi Freiheitskampf begann eine längere, friedliche Periode. Die Bevölkerung begann von den Städten auszuwandern, und sie besiedelten wieder die kleineren Dörfer. Tierzüchtung und Landwirtschaft waren ihre Hauptbeschäftigungen.
Diese Lage veränderte sich grundsätzlich in der zweiten Hälfte des 19. Jahrhunderts als die Traubengarten der Gegend von der Reblaus zerstört wurden.
Die Bevölkerungen von Felsőalpár und Lakitelek wuchsen im 19. Jahrhundert schnell. Um die Verbindung der Einwohner der beiden Ortschaften zu verbessern, wurde 1890 die erste lokale Bahnlinie ausgebaut. Zuerst lief sie bis zur Theiß, dann durch Szolnok bis Kiskunfélegyháza.

### Neuzeit
Die Brücke von Tiszaug wurde in der Anwesenheit von Miklós Horthy 1927 übergeben. Damit wurde Lakitelek zu einem Verkehrsknotenpunkt. Mehr und mehr Industrietreiber zogen ins Dorf.
Um diese Zeit überschritt die Bevölkerungszahl bereits die 3000. Da die offiziellen Angelegenheiten in Kecskemét zu erledigen viel zu viel Zeit in Anspruch nahm, wurde für die Anfrage der Bewohner 1931 eine provisorische Verwaltungsaußenstelle gegründet.
Die erste Schule wurde 1860 im Ortsteil Felsőalpár gegründet.
Der Zweite Weltkrieg schadete der Ortschaft kaum. Flüchtlinge aus den umliegenden Gebieten fanden in Lakitelek sogar Schutz vor den plündernden sowjetischen Soldaten.
Unter der kommunistischen Herrschaft wurde 1953 die staatliche Produktionsgenossenschaft auf einer Fläche von 490 kha gegründet. Industrie wurde in Lakitelek damals nicht installiert.

### Moderne Zeit
Lakitelek wurde 1987 weltbekannt, als 150 Intellektuelle ein Forum mit dem Titel „Die Chancen der Ungarn“ (A Magyarság esélyei) hielten. Die Verhandlungen erfolgten an der Pforte von Sándor Lezsák und hier wurde die demokratische Partei für die Wende, das Ungarische Demokratische Forum, kurz MDF gegründet, welche Partei nach der Wende zu der ersten Regierungspartei des demokratischen Ungarns gewählt wurde.

## Gemeindepartnerschaften
- Bajmok (Бајмок), Serbien
- Chileni, Rumänien
- Hetscha, Ukraine
- Horgoš (Хоргош), Serbien, seit 2012
- Unterschwaningen, Deutschland

## Sehenswürdigkeiten
- Naturlehrpfad Kontyvirág tanösvény
- Reformierte Kirche, erbaut 1929
- Römisch-katholische Kirche  Jézus Szíve, geweiht 1926
- Römisch-katholische Kapelle  Szent István
- Schloss Tőserdő (Tőserdő kastély)
- Thermalbad Tősfürdő
- Volkshochschule, gegründet von Sándor Lezsák und seiner Frau
- Museum Pálinkaváros

## Verkehr
Lakitelek ist mit dem Auto auf der Hauptstraße Nr. 44, oder mit den Linien 145 bzw. 146 der MÁV (Ungarische Staatsbahnen) zu erreichen.